# 马努里皮县
馬努里皮县（西班牙語：Provincia de Manuripi），是玻利維亞的县份，位於該國北部，屬於潘多省的一部分，县府設於里科港，面積22,461平方公里，2001年人口8,230，人口密度每平方公里0.4人。